# Johann II. (Rietberg)

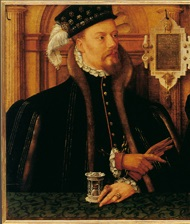
Graf Johann II. von Rietberg

Graf Johann II. von Rietberg (* nach 1523; † 9. Dezember 1562 in Köln), genannt „der Tolle“, war Graf von Rietberg und Herr des Harlingerlandes.

## Leben
Johann war der Sohn von Graf Otto III. von Rietberg und seiner zweiten Frau Onna von Esens. Nach dem Tod von Onnas Bruder, dem friesischen Häuptling Balthasar von Esens, gelangten Johann und seine Mutter in den Besitz der friesischen Herrschaft Harlingerland und führten den Titel Herr auf Esens, Stedesdorf und Wittmund. Die Grafschaft Rietberg hatte Johann sich zunächst mit seinem Bruder Otto IV. zu teilen, aber nach dessen kinderlosem Tod 1553 war ganz Rietberg unter seiner Herrschaft.
Johann nahm meistens Residenz im friesischen Esens. Hier brach er in der Tradition seines Onkels Balthasar immer wieder Streit mit der benachbarten Grafschaft Ostfriesland vom Zaun. Im Jahr 1556 bemächtigte er sich eines Landstriches westlich des Accummer Tiefs. Gräfin Anna von Ostfriesland verklagte Johann vor dem Reichskammergericht und beim Niederrheinisch-Westfälischen Reichskreis. Aber trotz der Richtersprüche sorgte Johann weiter für Ärger.
Johann hatte ebenfalls im Jahr 1556 in Rietberg einen seiner hohen Bediensteten, den Rentmeister, wegen angeblicher Unregelmäßigkeiten ohne Prozess hinrichten lassen und stellte auch noch dessen Familie nach. Diese floh nach Lippe und überfiel von dort aus mit einigen Getreuen Rietbergische Ländereien. Johann zog daraufhin mit Söldnern von Esens nach Rietberg und überfiel im Gegenzug den Grafen Bernhard VIII. zur Lippe.
Das war der Tropfen, der das sprichwörtliche Fass zum Überlaufen brachte. Im Herbst des Jahres begannen Lippische Truppen, die Stadt Rietberg zu belagern. Auch der Bischof von Paderborn stieß schließlich zu den Belagerern. Nach den lippischen, bischöflichen und ostfriesischen Klagen tat der Niederrheinisch-Westfälische Reichskreis seinen Spruch gegen Johann und machte aus ihm offiziell einen „Friedensbrecher“.
Doch Johann dachte nicht daran, sich zu beugen. Erst nachdem die Truppen des Reichskreises Rietberg ausgehungert hatte, ergab sich Johann im Juni 1557. Er wurde vom Reichskreis zunächst in Schloss Büderich inhaftiert und ab 1560 nach Köln verlegt. Er konnte zwar fliehen, wurde aber 1562 nach langer Robinsonade in Deutz gefangen genommen. Dort übergab ihn der Herzog von Jülich dem Erzbischof von Köln. Obwohl sich selbst die Herrscherin der Niederlande, Margarethe von Parma, für ihn einsetzte, ließ man ihn nicht wieder frei. In der klösterlichen Einsamkeit zeigte er stoischen Gleichmut und trug mit unbeugsamen Geist sein Schicksal. Dabei unterhielt er sich mit wissenschaftlichen Übungen und übersetzte namentlich mehrere deutsche Werke in das Lateinische. Er starb dort 1562 in Gefangenschaft und fand auch sein Grab in Köln. Seine Streitlust und Machtkämpfe hatten ihm den Beinamen „der tolle Johann“ eingebracht.

## Grabmäler

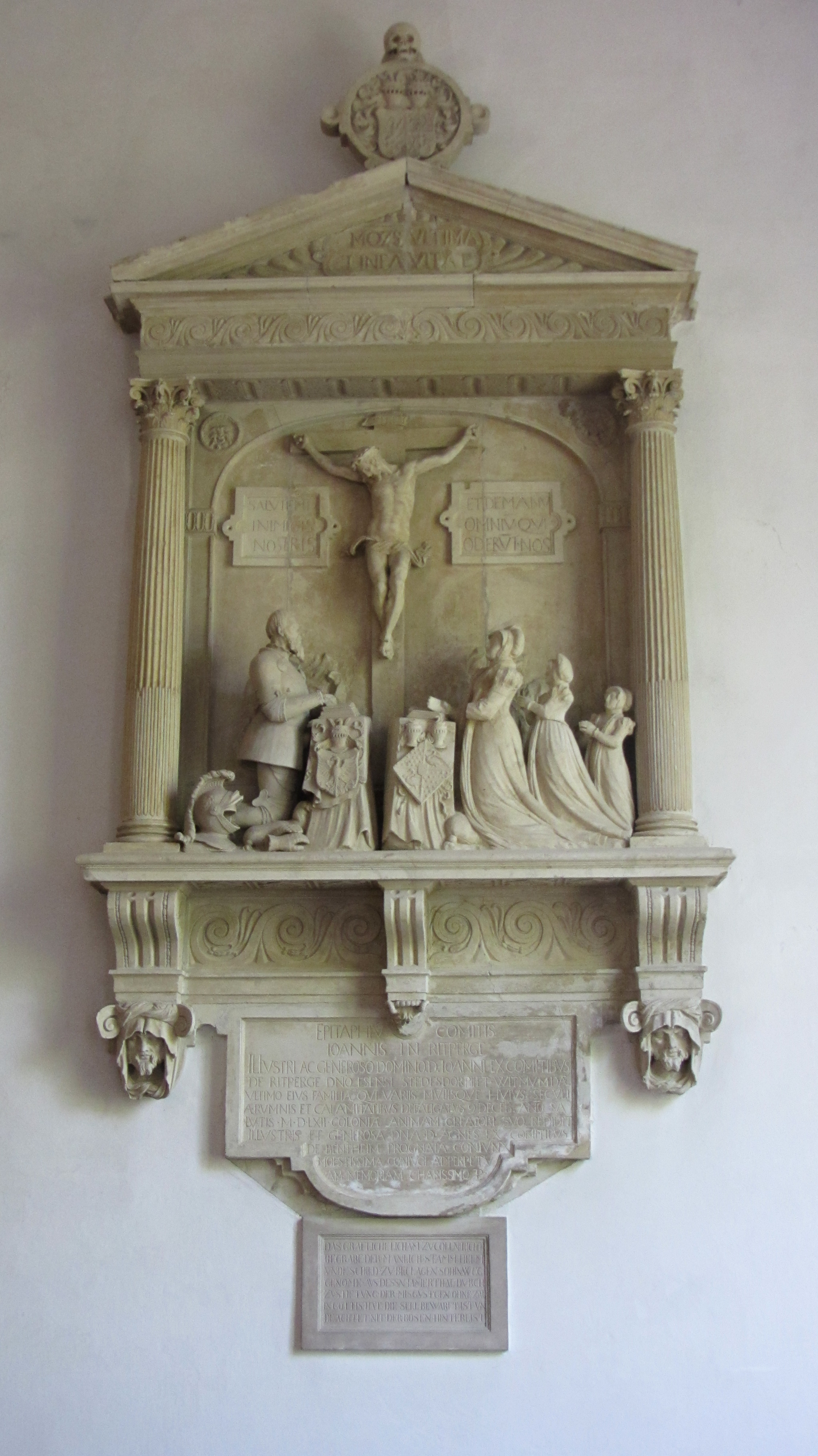
Das Kenotaph in Esens

Seine Witwe Agnes von Bentheim und Steinfurt stiftete ihm in Groß St. Martin einen Grabstein und errichtete in seiner Besitzung in Esens ein Kenotaph. Beide Gedenksteine sind heute noch erhalten.
Die Inschrift in Köln an der Westwand rechts oben in der Basilika lautet in deutscher Übersetzung:

„Gott dem Allmächtigen geweiht, dem ausgezeichneten und edlen Herrn Johannes aus dem Geschlecht der Grafen von Rietberg, Herrn zu Esens, Stedesdorf und Wittmund, dem letzten seines Stammes, der nach mannigfaltigen vielen Beschwernissen dieser Zeit ermüdet am 9. Dezember 1562 hier in Köln seine Seele dem Schöpfer zurückgab, hat seine ausgezeichnete und edle Gemahlin Agnes, Gräfin von Bentheim, in tiefsten Schmerz zum ewigen Gedächtnis dieses Denkmal gesetzt. Friede.“

Die lateinische Inschrift in Esens in der deutschen Übersetzung:

„Grabmal des Grafen Johannes zu Rietberg, des erlauchten und hochedlen Herrn Johannes aus dem Stamm der Grafen von Rietberg, Herrn zu Esens, Stedesdorf und Wittmund, dem letzten seines Stammes, welcher durch verschiedene und viel Drangsale und Schicksale dieser Welt müde gemacht, am 9. Dezember, im Jahre des Heils 1562 zu Köln seine Seele seinem Schöpfer zurückgab, hat die erlauchte und edle Herrin, Frau Agnes, aus dem Grafenhause Bentheim entsprossen, seine tieftrauernde Gattin, als ihrem heißgeliebten Gatten, zu ewigem Gedächtnis errichtet.“

Auf einer unterhalb angebrachten Steintafel ist in Deutsch bemerkt:

„DAS GRAFLICHE LICHNAM ZU COLLN LICHT BEGRABE DER MANLICH STAMM HELM UNDE SCHILD ZU BECLAGEN SO HINWEG GENOME AUS DESSN JA(M)ERTHAL DUCH ZUSTIFTUNG DER MISGU(N)SGEN OHNE ZAL IN GOTTIS HANT DIE SEEL BEWARET IST UNDE ACHTET NIT DER BÖSEN HINTERLIST.“

## Nachkommen

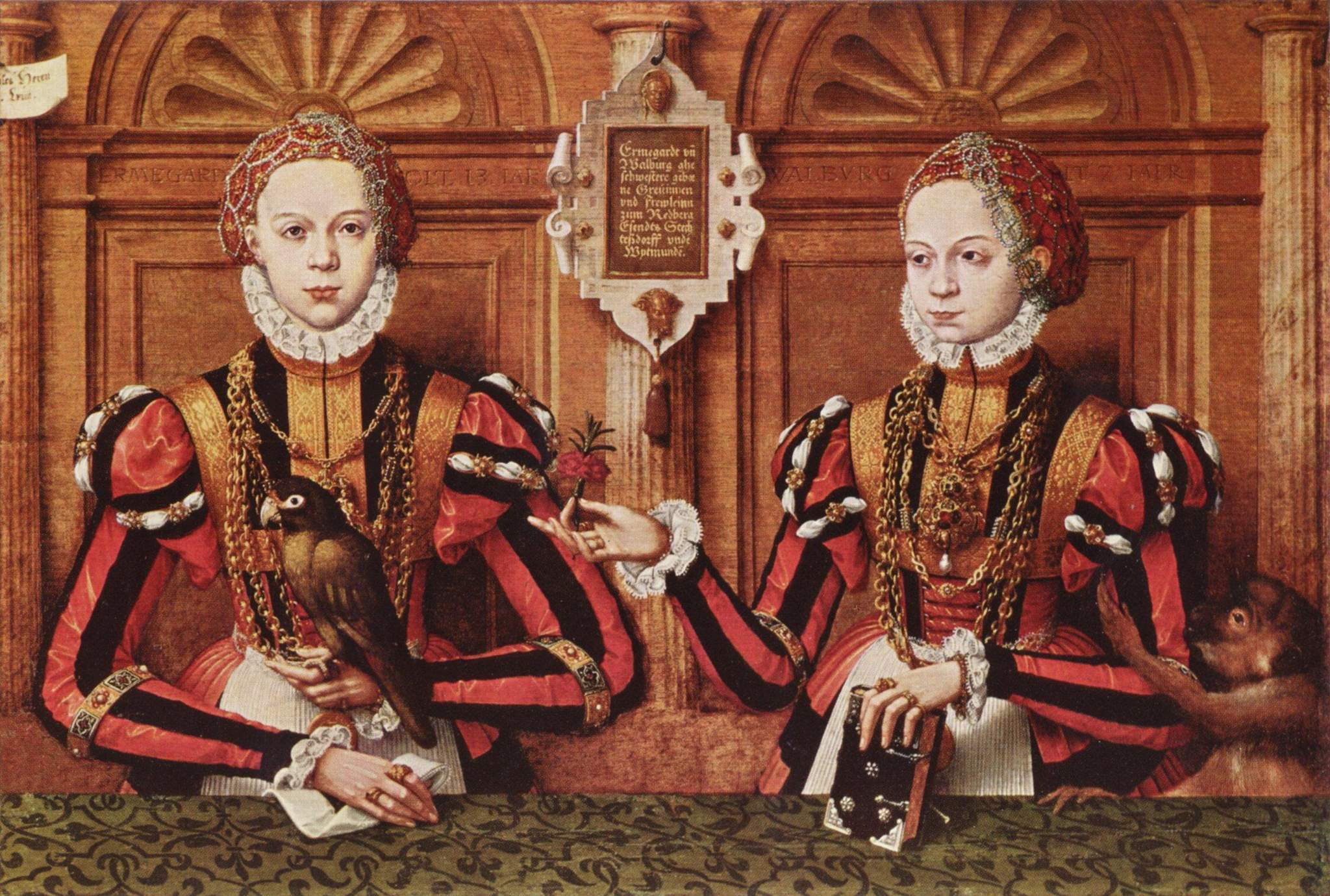
Ermengard und Walburga von Rietberg, Detail eines Familienporträts von Hermann tom Ring

Johann II. war der letzte männliche Rietberger Herrscher aus der Familie Werl-Arnsberg-Cuyk. Er war mit Agnes von Bentheim und Steinfurt verheiratet. Das Paar hatte zwei Töchter. Nach 1557 übernahm Gräfin Agnes zunächst für ihre Töchter die Regierung. Das Land wurde später geteilt, Walburga erbte das Harlingerland und Armgard die Grafschaft Rietberg.
- Armgard († 1584) Gräfin von Rietberg ⚭ Simon VI. zur Lippe
- Walburga (* um 1557 in Rietberg; † 26. Mai 1586 in Esens) Gräfin von Rietberg ⚭ Enno III. von Ostfriesland
- Verschiedentlich wurde, auch noch in der ersten Hälfte des 19. Jahrhunderts, das Geschlecht Rittberg (Retberg) als aus einer morganatischen Ehe des letzten Grafen Johann entsprossen angesehen.[1][2] Jüngere Forschungsergebnisse sehen jedoch einen bereits um 1405 zu Lippstadt ratsgesessenen Hermann von dem Redberge als den Stammvater an.[3][4]